# زياد الدريس
زياد بن عبد الله الدريس كاتب ومستشار ثقافي سعودي، ولد عام 1962م (1382هـ). شغل منصب المندوب الدائم للمملكة العربية السعودية لدى منظمة اليونسكو (باريس) من عام 2006م إلى عام 2016. ومنح لـقـب “سفير السلام” من الاتحاد من أجل السلام الـعـالمي (UPF)، تثميناً لإسهاماته فـي ترسيخ ثقافـة الـسـلام والـتسـامح والتعددية، من خـلال مشاركاته المنبرية والكـتابية، وتعزيز التنوع الثقافـي واللغوي داخل منظمة اليونسكو. ومؤسس احتفالية اليوم العالمي للغة العربية.

## المؤهلات العلمية
- دكتوراه في سوسيولوجيا الثقافة عن (مكانة السلطات الأبوية في عصر العولمة) من جامعة موسكو الحكومية التربوية، 2007م.
- ماجستير في سوسيولوجيا الثقافة من جامعة موسكو الحكومية التربوية، 2002م.
- بكالوريوس علوم من جامعة الملك سعود بالرياض، 1986م.

## العمل والمناصب
- عين مندوباً دائما ً (سفيراً) للمملكة العربية السعودية لدى منظمة اليونسكو من عام 2006 إلى عام 2016.[2][6]
- وكيل الوزارة المساعد بوزارة التعليم، 2009م
- رأس تحرير مجلة (المعرفة) من عام 1997م إلى عام 2006.[7]
- عين مشرفاً عاماً على الإعلام التربوي لوزارة التعليم.
- عمل مستشاراً ثقافياً متفرغاً في مركز الملك فيصل للبحوث والدراسات الإسلامية.[8]
- أمين عام مركز عبدالله بن إدريس الثقافي من عام 2023م.[9]

## عضوية المجالس والهيئات
- عضو اللجنة الثقافية والإعلامية بمؤسسة الملك عبد العزيز ورجاله لرعاية الموهوبين.
- عضو الهيئة الاستشارية العليا للإعلام التربوي بالمملكة العربية السعودية.
- عضو مؤسس للهيئة العالمية للتعريف بالإسلام.
- عضو المجلس التنفيذي بمنظمة اليونسكو ثم نائب رئيس المجلس.
- عضو خطة تنمية الثقافة العربية بمنظمة اليونسكو، ثم عين رئيسا لها.
- عضو لجنة القدس بمنظمة اليونسكو.
- عضو مؤسس للجمعية السعودية للمحافظة على التراث.[10]
- عضو الهيئة الاستشارية لتقرير التنمية الثقافية السنوي، عن مؤسسة الفكر العربي.
- عضو مجلس أمناء كرسي غازي القصيبي للدراسات التنموية.
- عضو مجلس أمناء وقف الملك عبد الله للموهوبين.

## مؤلفات
| م  | الكتاب                                             | تاريخ النشر | ملاحظات |
| -- | -------------------------------------------------- | ----------- | --- |
| 1  | محيط العطلنطي: مذكرات بيروقراطي بالنيابة           | 2000م       | |
| 2  | حكايات رجال                                        | 2004م       | [ 11 ] |
| 3  | مكانة السلطات الأبوية في عصر العولمة               | 2009م       | خلاصة لمضامين أطروحة دكتوراه الفلسفة في الدراسات الحضارية وتمت مناقشتها لدى جامعة موسكو الحكومية التربوية قسم سوسيولوجيا الثقافة في العام 2007م. |
| 4  | قل لي من أنا.. أقل لك من أنت                       | 2011م       | [ 13 ] |
| 5  | لا إكراه في الوطنية                                | 2013م       | [ 14 ] |
| 6  | حروب الهويات الصغرى: في مكافحة التصنيفات الإقصائية | 2014م       | [ 15 ] |
| 7  | متى يستيقظ الناجحون                                | 2015م       | بالاشتراك مع علي الحكمي. |
| 8  | من هو عدونا في إيران                               | 2016م       | |
| 9  | معركة اليونسكو                                     | 2017م       | [ 16 ] |
| 10 | النضال الدبلوماسي                                  | 2018م       | [ 17 ] |
| 11 | حكاية اليوم العالمي للغة العربية                   | 2018م       | صدر عن دار مدارك. |
| 12 | أولئك أبي                                          | 2022م       | عن والده الأديب عبد الله بن إدريس. |
| 13 | زيادوف                                             | 2023        | صدر عن دار مدارك. |

## جوائز تكريمات
- حصل على وسام وميدالية الرئاسة الفلسطينية من الرئيس الفلسطيني؛  تقديراً لجهوده الاستثنائية في مساندة قرار ضم دولة فلسطين عضواً كامل العضوية في منظمة اليونسكو في عام 2011م.
- منح درع الاستحقاق من جمهورية لبنان؛ تقديراً لمبادرته في تأسيس احتفالية (اليوم العالمي للغة العربية) عام 2012م.
- منحته اليونسكو ميدالية رؤساء الدول. عند أنتهاء فترة عمله فيها، تقديرا لجهوده في تحقيق أهدافها في تحقيق التقارب بين الثقافات.[20]
- حصل على جائزة الأمير خالد الفيصل للغة القرآن في مسار الريادة المجتمعية للأفراد عام 2022.[21]